# Кринківська волость
Кринківська волость — адміністративно-територіальна одиниця Кременчуцького повіту Полтавської губернії з центром у селі Кринки.
Старшинами волості були:
- 1900 року Іван Тихонович Шпорта[1];
- 1904 року Іван Щербуха[2];
- 1913 року Олександр Григорович Гонтарь[3];
- 1915 року Олексій Петрович Діденко[4].